# Ordre de bataille français lors de la bataille d'Orthez de 1814
Pour un article plus général, voir Bataille d'Orthez (1814).
 (janvier 2025).
Si vous disposez d'ouvrages ou d'articles de référence ou si vous connaissez des sites web de qualité traitant du thème abordé ici, merci de compléter l'article en donnant les références utiles à sa vérifiabilité et en les liant à la section « Notes et références ».

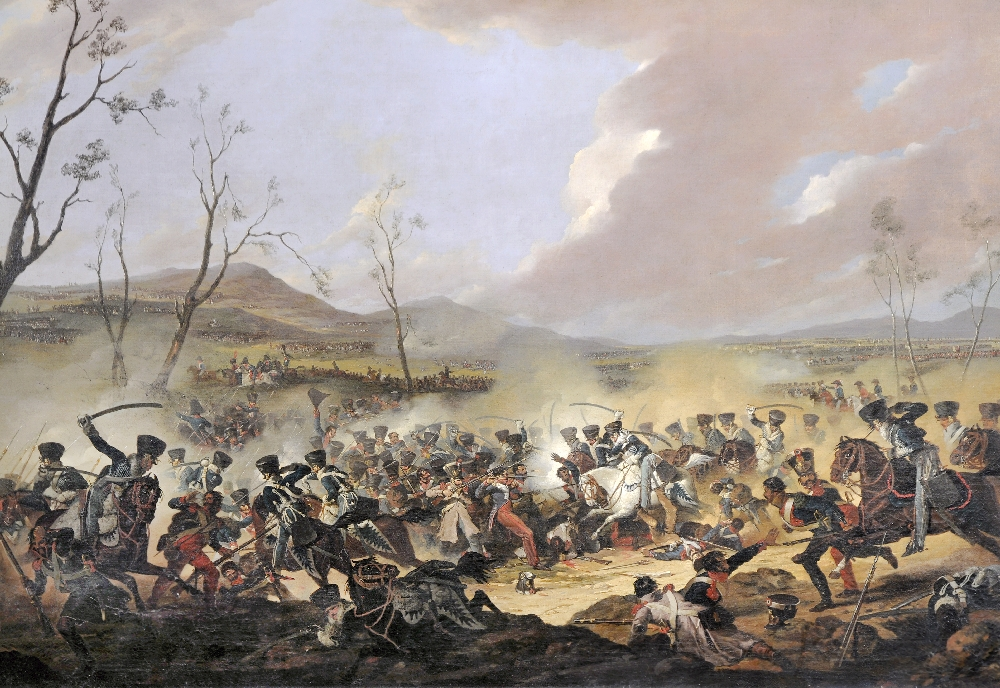
La bataille d'Orthez, le 27 février 1814, par Denis Dighton.

Ordre de bataille français lors de la bataille d'Orthez de 1814 est l'ordre de bataille des forces militaires en présence lors de la bataille d'Orthez (1814), qui eut lieu le 27 février 1814 lors de la guerre d'indépendance espagnole.

## Forces françaises

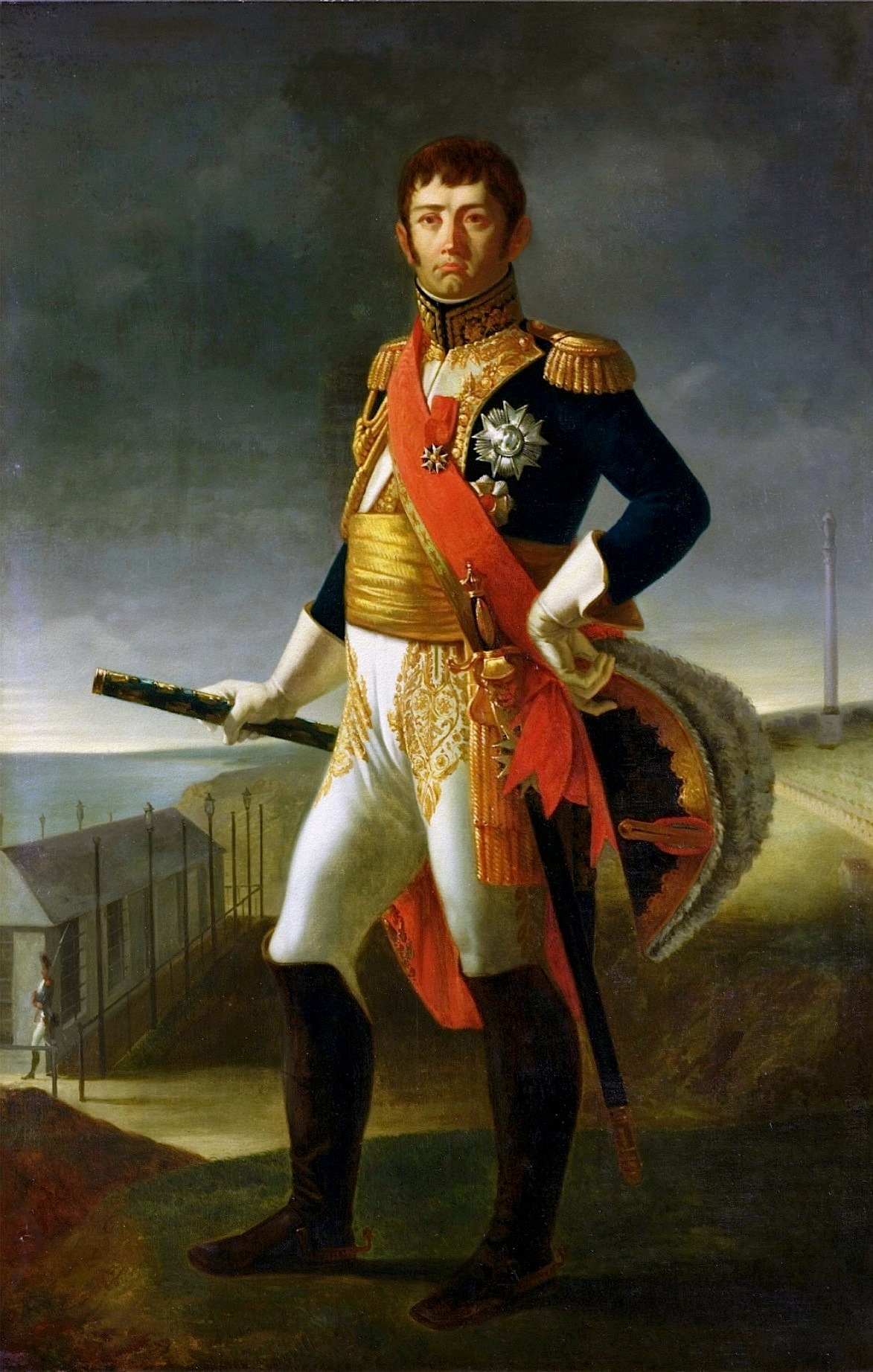
Maréchal Jean-de-Dieu Soult.

Les troupes françaises, fortes d'environ 35 000 hommes, sont sous le commandement du maréchal Jean-de-Dieu Soult.
Aile droite
- Aile droite sous les ordres du général Honoré Charles Reille — 9 155 hommes
  - 4e division sous les ordres du général Éloi Taupin
    - Brigade Jean-Pierre-Antoine Rey
      - 12e régiment d'infanterie légère (2 bataillons)
      - 32e régiment d'infanterie de ligne (2 bataillons)
      - 43e régiment d'infanterie de ligne (2 bataillons)

    - Brigade Jean-Pierre Béchaud
      - 47e régiment d'infanterie de ligne (1 bataillon)
      - 55e régiment d'infanterie de ligne (1 bataillon)
      - 58e régiment d'infanterie de ligne (1 bataillon)

  - 5e division sous les ordres du général Rouget
    - Brigade Marie Étienne de Barbot
      - 4e régiment d'infanterie légère (1 bataillon)
      - 34e régiment d'infanterie de ligne (1 bataillon)
      - 40e régiment d'infanterie de ligne (2 bataillons)

    - Brigade Claude Rouget
      - 27e régiment d'infanterie de ligne (1 bataillon)
      - 50e régiment d'infanterie de ligne (1 bataillon)
      - 59e régiment d'infanterie de ligne (1 bataillon)

  - 9e division sous les ordres du général Marie Auguste Paris
    - Brigade Joseph Gasquet
      - 45e régiment d'infanterie de ligne (1 bataillon)
      - 81e régiment d'infanterie de ligne (1 bataillon)

    - Brigade Léonard Lebondidier
      - 10e régiment d'infanterie de ligne (2 bataillons)
      - 8e régiment d'infanterie de ligne napolitain (1 bataillon)

  - Cavalerie
    - 21e régiment de chasseurs à cheval (2 escadrons)

  - Artillerie
    - 24 pièces d'artillerie

Centre
- Centre sous les ordres du général Jean-Baptiste Drouet d'Erlon — 8 861 hommes
  - 2e division sous les ordres du général Jean Barthélemy Darmagnac
    - Brigade Nicolas Gruardet
      - 1er régiment d'infanterie légère (2 bataillons)
      - 51e régiment d'infanterie de ligne (1 bataillon)
      - 75e régiment d'infanterie de ligne (2 bataillons)

    - Brigade Jean-Baptiste Pierre Menne
      - 118e régiment d'infanterie de ligne (3 bataillons)
      - 120e régiment d'infanterie de ligne (3 bataillons)

  - 1re division sous les ordres du général Maximilien Foy
    - Brigade Joseph François Fririon
      - 6e régiment d'infanterie légère (1 bataillon)
      - 69e régiment d'infanterie de ligne (2 bataillons)
      - 76e régiment d'infanterie de ligne (1 bataillon)

    - Brigade Pierre André Hercule Berlier
      - 36e régiment d'infanterie de ligne (2 bataillons)
      - 39e régiment d'infanterie de ligne (1 bataillon)
      - 65e régiment d'infanterie de ligne (2 bataillons)

  - Cavalerie
    - 15e régiment de chasseurs à cheval (2 escadrons)

  - Artillerie
    - 16 pièces d'artillerie

Aile gauche
- Aile gauche sous les ordres du général Bertrand Clauzel — 5 084 hommes
  - 8e division sous les ordres du général Jean Isidore Harispe
    - Brigade Guillaume Dauture
      - 9e régiment d'infanterie légère (2 bataillons)
      - 34e régiment d'infanterie légère (2 bataillons)
      - 115e régiment d'infanterie de ligne (2 bataillons)

    - Brigade Jean-Baptiste Charles Baurot
      - 25e régiment d'infanterie légère (2 bataillons)
      - 116e régiment d'infanterie de ligne (1 bataillon)
      - 117e régiment d'infanterie de ligne (1 bataillon)

    - Garde nationale du colonel Jean Lalanne.
      - Chasseurs-éclaireurs basques
      - Chasseurs-éclaireurs béarnais
      - Garde nationale des Basses-Pyrénées (400 hommes)

  - 6e division sous les ordres du général Eugène-Casimir Villatte
    - Brigade Louis Paul Baille de Saint-Pol
      - 21e régiment d'infanterie légère (1 bataillon)
      - 86e régiment d'infanterie de ligne (1 bataillon)
      - 96e régiment d'infanterie de ligne (1 bataillon)
      - 100e régiment d'infanterie de ligne (1 bataillon)

    - Brigade Etienne François Rocbert de Lamorendière-Ducoudray
      - 28e régiment d'infanterie légère (1 bataillon)
      - 103e régiment d'infanterie de ligne (1 bataillon)
      - 119e régiment d'infanterie de ligne (2 bataillons)

  - Artillerie
    - 16 pièces d'artillerie

Cavalerie, artillerie et divers
- Cavalerie sous les ordres du général Pierre Benoît Soult
  - Division Pierre Benoît Soult
    - Brigade Jean-Baptiste Breton envoyée en protection sur la route Orthez-Pau
      - 2e régiment de hussards (2 escadrons)
      - 13e régiment de chasseurs à cheval (3 escadrons)

    - Brigade Jacques Laurent Louis Augustin Vial
      - 5e régiment de chasseurs à cheval (2 escadrons)
      - 10e régiment de chasseurs à cheval (2,5 escadrons)
      - 22e régiment de chasseurs à cheval (3 escadrons envoyés en protection pour la défense de la ville de Pau)

- Artillerie sous les ordres du général Louis Tirlet
  - 1er régiment d'artillerie à pied (1 détachement)
  - 3e régiment d'artillerie à pied (2 compagnies + 3 détachements) (1 compagnie envoyée à Aire-sur-l'Adour)
  - 6e régiment d'artillerie à pied (1 compagnie)
  - 7e régiment d'artillerie à pied (1 compagnie)

- Divers
  - Génie — 3 bataillons
  - Gendarmerie sous les ordres du général Louis Léopold Buquet — 207 gendarmes
  - Marine — flottille de l'Adour.